# あん!
『あん!』は、2004年3月29日から2005年3月25日まで、毎日放送（MBSテレビ）が毎週月曜日 - 金曜日の7:25頃 - 8:27頃に関西ローカルで放送していた情報番組。
2021年3月12日まで21年半にわたって放送されていた『ちちんぷいぷい』の関連番組の1つで、『ウォッチ!』（TBS制作のJNN全国ネット番組）のローカル差し替え枠で編成していたことから、放送時間を厳密に定めていなかった。

## 概要
『ちちんぷいぷい』の生中継リポートなどと並行しながら、『あさやん!』（『おはよう!グッデイ』のローカル枠差し替え番組）や『あさトラ!』 （2003年に『ウォッチ!』のローカル枠へ編成された期間限定番組）の司会を務めていた上泉雄一（兵庫県出身のMBSアナウンサー）をメインキャスターに起用した。
タイトルの『あん!』は、「まんまんちゃんあん」（神社で神様にお祈りする時に唱える言葉）に由来。テーマソングにも、「まんまんちゃん　あん!」（『ちちんぷいぷい』のオープニングテーマソング「ぷいぷい行進曲」などを手掛けた花*花の書き下ろし曲）が使われていた。
- 「まんまんちゃん」 - 「南無阿弥陀仏」の幼児語の言い回し。
- 「あん」 - 「あな尊し」が幼児語で「あん」と訛り、併せて合掌を意味した事が由来であると『日本国語大辞典』『大阪ことば辞典』『京ことば辞典』などで記述されている。一説には「あっ、よろしくお願いします」などで使う「あっ」の部分のお辞儀動作だという意見もあるが、これは関西のローカル番組で語源を調べた際に幼稚園を併設している寺院の住職が番組のインタビューに答えた時の発言が広まったもので、その番組以前には書籍・ネット上を含めて全く出てこなかった由来である。

番組のコンセプトは「関西人の関西人による関西人のためのニュース番組」で、国内外の政治、経済、スポーツ、芸能などのニュースを、上泉による関西弁混じりのアナウンスを通じて関西人の目線で伝えたことが特徴。『ウォッチ!』の途中からのローカル差し替え番組だったことから、当初は放送開始時刻を特に定めていなかった。実際には7:25頃から開始していたが、中期からは、本編の放送開始の目安を7:30に設定。差し替え開始から7:30までの時間帯を、上泉とゲストの「おしゃべり」で繋いでいた。ただし、差し替えの開始が7:30以降にずれ込む場合には、「おしゃべり」をはさまずに本編へ入っていた。
本編の前半には、「きょうの話題」（関西人のためのニュースや話題を紹介するコーナー）「きょうの鼻歌」（朝に聴くと心地良さそうな楽曲を1曲流すコーナー）「WHO WERE YOU?　昨日のダレ」（話題の人物を紹介する『ちちんぷいぷい』内の企画「Who Are You?　今日のダレ」からの派生コーナー）などを放送。中盤以降は、以下のように、日替わりの企画を編成していた。
- 火曜日：「脱!おっさん計画」（中高年の男性にありがちな体型・癖・習慣から脱却するためのコツを紹介）
- 水曜日：「ザ・テレビあん!」（関西地区におけるテレビ番組の週間視聴率ランキングを紹介）
- 木曜日：「八木早希の韓国サキどり!」（当時MBSのアナウンサーだった八木が韓国のグルメ・観光・エンタテインメントに関する情報を紹介）
- 金曜日：「関西のスイッチ」（放送週の主なニュースから携帯電話を通じて関西人の新しい常識を探る視聴者参加企画）

また、2004年11月14日（日曜日）の午後には、『ザ・テレビあん!大感謝祭』（「ザ・テレビあん!」から派生した特別番組）を放送。NHKも含めた在阪各局の番組紹介や視聴率ランキング発表などの企画を実施したほか、福澤朗（当時日本テレビアナウンサー・上泉とは早稲田大学の先輩）など、毎日放送以外の放送局へ当時勤務していた著名なアナウンサーもVTRで出演した。ちなみに、オープニングはミリカ千里の湯（当時毎日放送の千里丘放送センター内で営業していた天然温泉施設）から放送されていて、上泉のほかに宮根誠司・梅田淳（いずれも2004年3月で在阪他局を退職→フリーアナウンサーへ転身）で進行した。2004年12月23日（日曜日）にも、木曜日のコーナー「八木早希の韓国サキどり!」の総集編として、『別冊あん! 韓国行こっ!』を放送している。
しかし、『ウォッチ!』が2005年3月25日に終了することが決まったため、毎日放送では『おはよう!グッデイ』の放送期間中から設定していた関西ローカル向けの差し替え枠を（定時ニュース・天気予報を除いて）撤廃する方針に転換。この方針に沿って、同日に『あん!』も終了した。ちなみに、最終回の「関西のスイッチ」で「後番組の『みのもんたの朝ズバッ!』（後の『朝ズバッ!』）司会のみのもんたと上泉、朝に見たいのは?」というアンケートを実施したところ、「上泉がいい」との答えが97%に達した。また、上泉と八木は、『あん!』の終了と同時に始まった『っちゅ〜ねん!』（平日14時台の関西ローカル番組）で1年間にわたって司会を担当。上泉は2009年4月から毎日放送（2021年4月以降はMBSラジオ）で『上泉雄一のええなぁ!』のパーソナリティを務めているが、この番組は平日のランチタイム →　平日の夕方　→ 月 - 木曜日夕方での放送を経て、2021年10月から放送枠を平日の（かつて当番組が放送されていた時間帯を含む）6:00 - 8:00に移動している。

## 出演者
|                            | 月曜日              | 火曜日          | 水曜日   | 木曜日   | 金曜日              |
| -------------------------- | ------------------- | --------------- | -------- | -------- | ------------------- |
| メインキャスター           | 上泉雄一            | 上泉雄一        | 上泉雄一 | 上泉雄一 | 上泉雄一            |
| コメンテーター             | 笑福亭笑瓶 関口まい | 北野誠 AHN MIKA | 立原啓裕 | 飯星景子 | オール巨人 水野麗奈 |
| アナウンサー（4月 - 9月）  | 八木早希            | 八木早希        | 八木早希 | 河田直也 | 八木早希            |
| アナウンサー（10月 - 3月） | 河田直也            | 八木早希        | 八木早希 | 八木早希 | 上田悦子            |

- ニュースコメンテーター
  - 千葉猛 - 出演時点では毎日放送のテレビ制作部に所属していたが、同局にはアナウンサーとして1990年に入社（上泉の2年先輩で上泉と同じく早稲田大学の出身）。番組終了後の2005年4月からアナウンサー室に復帰すると、2020年8月に報道局のクロスメディア部へ異動するまで、アナウンサー（上泉の同僚）として再び活動していた。
  - 上野博美 - ファイナンシャルプランナー。火曜日のみに出演。
- スポーツコメンテーター
  - 遠山奬志 - 元阪神タイガース選手。
  - 伊藤敦規 - 元阪神タイガース選手。
  - 八木裕 - 元阪神タイガース選手。
  - 亀山つとむ - 元阪神タイガース選手。
  - 佐々木恭介 - 元大阪近鉄バファローズ監督。
    - 当初は遠山と伊藤の2名のみが交代で出演していたが、両者は2005年度より阪神タイガースのコーチに就任したため、終盤は出演しなかった。以降は八木・亀山・佐々木がコメンテーターを務めた（いずれもMBS野球解説者）。
- リポーター
  - 南かおり - 初期の頃、火曜日VTRのみに出演。

## コーナー
「　」内は放送で使われていたタイトル

- 「きょうの話題」
- 「阪神ナンバーあん!」 - 放送開始の前年（2003年）に阪神タイガースが球団史上18年振りのセントラル・リーグ優勝を果たしていたことを背景に、2004年シーズンにおける阪神の戦い振りや情報を紹介するコーナーとして、シーズン中の4月から10月まで放送。
- 「オリンピックナンバーあん!」 - 2004年8月のアテネオリンピック期間中に放送。
- 「昨日のダレ WHO WERE YOU?」
- 「きょうの鼻歌」
- 「今日の八木」- 阪神で「代打の神様」として鳴らしていた八木裕内野手が2004年限りでの現役引退を表明したことに伴って、八木が引退試合までに臨んだ打席での結果などを紹介。この企画が縁で、八木裕は2005年1月から、MBSの野球解説者として当番組のコメンテーター陣に加わった。
- 曜日別コーナー
  - 月曜日：「河田直也のおいしいクリームパンサキどり!」 - 河田は、クリームパンをかたどった「かぶりもの」を頭に被りながら、ロケ取材やスタジオ報告に臨んでいた。
  - 火曜日
    - 「脱!おっさん計画」
    - 「八木早希の関西サキどり!」 - 八木がロケ取材や進行を単独で担当する企画には、名前の読み方（サキ）にちなんで、「サキどり」という名称が付けられていた。

  - 水曜日
    - 「ザ・テレビあん!」
    - 「八木早希の上海サキどり!」 - 八木による上海へのロケ企画。

  - 木曜日
    - 「あん!ランチ」 - 2004年内のみ放送。
    - 「八木早希の韓国サキどり!」 - 八木による韓国内でのロケリポートの模様も、頻繁に放送していた。

  - 金曜日
    - 「関西のスイッチ」- 「日本のスイッチ」（毎日新聞が当時定期的に実施していた調査企画）の関西版に相当。
    - 「千葉猛の仙台サキどり!」 - 放送期間中の2004年末に東北楽天ゴールデンイーグルスによるNPBへの新規参入が正式に承認されたことに伴う企画で、本拠地の仙台市出身の千葉が、地元の魅力や同球団に関する情報を紹介。
- 「誕生月占い ラッキーくるくるまんまんちゃん」 - 2004年10月から放送。

## オープニングテーマ
- まんまんちゃん あん! （花*花）